# Luštěnice-Újezd
Luštěnice-Újezd – stacja kolejowa w miejscowości Luštěnice, w kraju środkowoczeskim, w Czechach. Znajduje się na wysokości 210 m n.p.m..
Jest zarządzana przez Správę železnic. Na stacji nie ma możliwości zakupu biletów. 

## Linie kolejowe
- 071 Nymburk - Mladá Boleslav